# El Che, Ernesto Guevara, enquête sur un homme de légende
Pour plus de détails, voir Fiche technique et Distribution.
El Che, Ernesto Guevara, enquête sur un homme de légende est un documentaire français réalisé par Maurice Dugowson et sorti en 1997.

## Fiche technique
- Titre : El Che, Ernesto Guevara, enquête sur un homme de légende
- Réalisation : Maurice Dugowson
- Scénario : Maurice Dugowson  et Pierre Kalfon, d'après son livre[1]
- Photographie : Ricardo Aronovich, François Catonné et Fédérico Ribes
- Son : Richard Zolfo et Jean-Yves Munch
- Montage : Joseph Licidé
- Musique : Jorge Arriagada
- Sociétés de production : Igeldo Kommunikazioa - Cinétévé
- Pays :  France
- Genre : documentaire
- Durée : 96 minutes
- Date de sortie : France - 1er octobre 1997